# Walter Ludin (Ruderer)
Walter Ludin (* 27. Februar 1908; † April 1964 in Luzern) war ein Schweizer Steuermann im Rudern.

## Biografie
Walter Ludin wurde als Steuermann von Alois Reinhard und Willy Siegenthaler 1925 Europameister im Zweier ohne Steuermann. Zudem holte er EM-Bronze im Vierer mit Steuermann. Zwei Jahre später gewann Ludin als Steuermann des Schweizer-Achters Silber bei den Europameisterschaften in Como.
Nach dem Zweiten Weltkrieg folgten von 1949 bis 1951 vier weitere EM-Silbermedaillen. Die beiden EM-Medaillen in diesem Zeitraum im Zweier ohne Steuermann gewann Ludin zusammen mit Alexander Siebenhaar und Walter Lüchinger bei den Europameisterschaften 1950 in Mailand als auch ein Jahr später in Mâcon. Bei den Olympischen Sommerspielen 1952 in Helsinki schied das Trio in der Zweier-mit-Steuermann-Regatta bereits im Hoffnungslauf vorzeitig aus.
Zusammen mit Gottfried Kottmann und Rolf Streuli wurde er 1954 und 1955 Europameister im Zweier mit Steuermann.